# Hrabstwo Floyd (Kentucky)

Piramida wieku hrabstwa

Hrabstwo Floyd – hrabstwo w USA, w stanie Kentucky. Według danych z 2010 roku, hrabstwo zamieszkiwało 39451 osób. Siedzibą hrabstwa jest Prestonsburg.

## Miasta
- Allen
- Martin
- Prestonsburg
- Wayland
- Wheelwright

## CDP
- Auxier
- Betsy Layne
- Dwale
- Maytown